# Liparis odorata
Liparis odorata là một loài thực vật có hoa trong họ Lan. Loài này được (Willd.) Lindl. mô tả khoa học đầu tiên năm 1830.